# SS Thistlegorm
SS Thistlegorm var et britisk fragtdampskib, der blev bygget Sunderland, North East England i 1940 og blev sunket af et tysk bombefly i Rødehavet i 1941. Vraget ligger nær Ras Muhammad og det er i dag et velkendt dykkersted.
Vraget der ligger på mellem 15 og 35 meters vand, er et klassisk "Anders And vrag", dvs. et vrag der står ret op og ned. Det er derfor let at genkende de forskellige dele af skibet. Da sigtbarheden under vand næsten altid er god i området kan man allerede fra overflade få et overblik over skibet. Nede på selve vraget kan man dykke ind i det og kigge på lasten af blandt andet motorcykler.
Jacques Cousteau genfandt vraget i 1955, men opgav angiveligt en forkert postion. Vraget blev genfundet i 1974 og er, i takt med den øgede turisme i området, blevet et af verdens mest dykkede vrag.